# Чон Хён
Чон Хён (кор. 정현, англ. Chung Hyeon; р. 19 мая 1996, Сувон, Республика Корея) — южнокорейский профессиональный теннисист; победитель Финала ATP среди теннисистов не старше 21 года (2017). Первый в истории теннисист из Республики Корея, дошедший до полуфинала турнира Большого шлема в одиночном разряде (Открытый чемпионат Австралии 2018).

## Общая информация
Чон Хён — один из двух детей Сок Чин (отец — бывший теннисный игрок, а ныне тренер) и Ён Ми (мать), его старшего брата зовут Хон и он также играет в теннис.
Чон Хён начал заниматься теннисом в возрасте шести лет и продолжил играть в теннис по рекомендации врача, который посоветовал ему смотреть на зеленый цвет из-за слабого зрения. Считает своим любимым покрытием — хард, любимым турниром Уимблдон. Его кумиром в мире тенниса в подростковом возрасте был Новак Джокович. В свободное время любит смотреть фильмы.

## Спортивная карьера
На юниорском этапе карьеры лучшим достижением Чон Хёна стал выход в финал Уимблдонского турнира среди юношей 2013 года. Он поднимался до 7-го места юниорского рейтинга. В июне 2013 года состоялась его первая победа на турнире из серии «фьючерс». В сентябре того же года Чон дебютирует в основных соревнованиях Мирового тура ATP, сыграв на турнире в Куала-Лумпуре. В первой своей встрече на таком уровне он проиграл аргентинцу Федерико Дельбонису. В феврале 2014 года южнокорейский теннисист выигрывает один одиночный и один парный «фьючерс». В марте он выиграл ещё один «фьючерс», а в апреле дебютировал за Сборную Южной Кореи в отборочном турнире розыгрыша Кубка Дэвиса. В начале июня Чон делает победный дубль на «фьючерсе» в Южной Корее. В конце августа Чон выигрывает первый в карьере «челленджер», обыграв всех своих соперников в Бангкоке.
2015 год становится для Чон Хёна очень продуктивным. В феврале он выигрывает «челленджер» в Берни. В марте Чон принял участие в турнире серии Мастерс в Майами, где в первом раунде смог обыграть Марселя Гранольерса со счётом 6-0, 4-6, 6-4. В следующем раунде он уступил 9-й ракетке мира Томашу Бердыху в двух сетах. В апреле Чон выигрывает ещё один «челленджер» в Саванне и этот результат позволил южнокорейцу впервые в карьере подняться в Топ-100 мирового рейтинга. В мае, выступая на «челленджерах» у себя на родине, Чон смог выиграть титул в Пусане и выйти в финал в Сеуле. Дебютировать в основных соревнованиях серии Большого шлема южнокорейцу удалось в июле на Уимблдонском турнире. В первом раунде главного травяного турнира он проигрывает французу Пьер-Югу Эрберу. На следующем Большом шлеме Открытом чемпионате США Чон проходит уже во второй раунд, где его обыгрывает пятый в мире на тот момент Станислас Вавринка. В сентябре Чон выигрывает очередной «челленджер», который проводился в Гаосюне. В начале октября в Шэньчжэне Чон впервые в карьере вышел в четвертьфинал на турнире ATP. Сезон он завершил уже на 51-м месте в рейтинге и по его итогам был удостоен специального приза от ассоциации за лучший прогресс года.

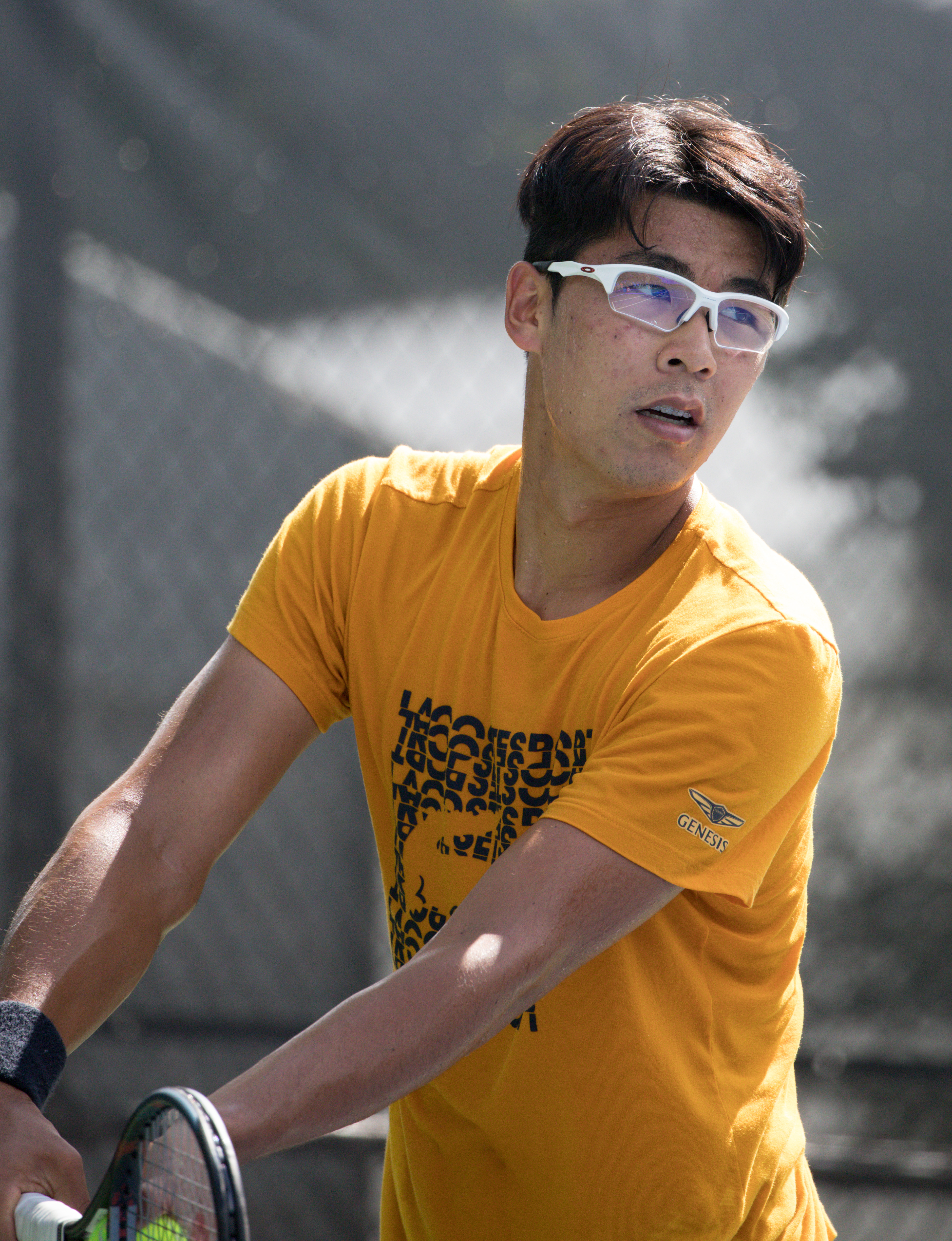
2018 год

На Открытом чемпионате Австралии 2016 года в первом же раунде Чон Хёну в соперники достался лидер мирового тенниса Новак Джокович, который в трёх сетах обыграл корейца. Благодаря рейтингу первую часть сезона Чон проводит на основных турнирах ATP. Особых успехов это ему не принесло, и он лишь один раз в апреле смог выйти в четвертьфинал на турнире в Хьюстоне. На Открытом чемпионате Франции он проиграл в первом раунде. К этому моменту он уже покинул Топ-100, а после выступлений на Ролан Гаррос следующий раз вышел на корт лишь в сентябре. На первом после возвращения турнире он выходит в финал. Происходит это на турнире более младшей серии «челленджер» в Наньчане. Уже через неделю он побеждает на «челленджере» в Гаосюне. Ещё одну победу он одержал в ноябре на «челленджере» в Кобе.
В 2017 году Хён Чон попадает в Топ-7 лучших теннисистов до 21 года и участвует на первом в истории турнире Next Gen для лучших молодых теннисистов. На групповом этапе он побеждает Дениса Шаповалова, Андрея Рублёва и Джанлуиджи Куинци. В полуфинале он обыгрывает Даниила Медведева со счётом 4:1, 4:1, 3:4(4), 1:4, 4:0, а в финале снова обыгрывает Андрея Рублёва 3:4(5), 4:3(2), 4:2, 4:2.
Сезон 2018 года
На турнире АТР тура в Окленде — Новая Зеландия (с 07.01 по 13.01) Чон Хён дошёл до четвертьфинала, где уступил испанцу Давиду Ферреру. В первом круге корейский теннисист одолел Тенниса Сандгрена из США, а во втором круге был обыгран в трёх сетах американец Джон Изнер.
На Открытом чемпионате Австралии по теннису в одиночном разряде корейский спортсмен сумел добиться лучшего результата в карьере выйдя в полуфинал турнира Большого шлема. Матч за выход в финал Чон Хён не доиграл из-за травмы и уступил место в поединке за титул второму сеянному Роджеру Федереру.
Открытый чемпионат Австралии по теннису 2018
| Раунд | Соперник (посев)     | Счёт матча             |
| ----- | -------------------- | ---------------------- |
| 1-й   | Миша Зверев (32)     | 6-2 4-1, отказ         |
| 2-й   | Даниил Медведев      | 7-6(4) 6-1 6-1         |
| 3-й   | Александр Зверев (4) | 5-7 7-6(3) 2-6 6-3 6-0 |
| 4-й   | Новак Джокович (14)  | 7-6(4) 7-5 7-6(3)      |
| 1/4   | Теннис Сандгрен      | 6-4 7-6(5) 6-3         |
| 1/2   | Роджер Федерер (2)   | 1-6 2-5, отказ         |

После триумфального турнира в Австралии, корейский спортсмен вернулся в тур во второй половине февраля сыграв на Открытом чемпионате Делрей-Бич, где сумел дойти до четвертьфинала, уступив американцу Фрэнсису Тиафо.
На Открытом чемпионате США 2019 года дошёл до третьего раунда, но проиграл Рафаэлю Надалю в трёх сетах.

## Рейтинг на конец года
| Год  | Одиночный рейтинг | Парный рейтинг |
| 2023 | 1094              |                |
| 2022 |                   | 557            |
| 2021 | 495               |                |
| 2020 | 161               |                |
| 2019 | 128               |                |
| 2018 | 25                | 273            |
| 2017 | 58                | 401            |
| 2016 | 104               | 222            |
| 2015 | 51                | 649            |
| 2014 | 173               | 392            |
| 2013 | 550               | 590            |
| 2012 | 770               | 1 316          |

По данным официального сайта ATP на последнюю неделю года.

## Выступления на турнирах

### Финалы выставочных турнировATPв одиночном разряде (1)

#### Победы (1)
| Титулы по покрытиям | Титулы по месту проведения матчей турнира |
| ------------------- | ----------------------------------------- |
| Хард (1)*           | Зал (1)                                   |
| Грунт (0)           | Зал (1)                                   |
| Трава (0)           | Открытый воздух (0)                       |
| Ковёр (0)           | Открытый воздух (0)                       |

* количество побед в одиночном разряде.
| №  | Дата           | Турнир                                        | Покрытие   | Соперник в финале | Счёт                  |
| 1. | 11 ноября 2017 | Финал ATP среди теннисистов не старше 21 года | Хард (зал) | Андрей Рублёв     | 3-4(7) 4-3(2) 4-2 4-2 |

### Финалы челленджеров и фьючерсов в одиночном разряде (19)

#### Победы (13)
| Условные обозначения |
| Челленджеры (8)*     |
| Фьючерсы (4+2)       |

| Титулы по покрытиям | Титулы по месту проведения матчей турнира |
| ------------------- | ----------------------------------------- |
| Хард (12+2)*        | Зал (2)                                   |
| Грунт (1)           | Зал (2)                                   |
| Трава (0)           | Открытый воздух (11+2)                    |
| Ковёр (0)           | Открытый воздух (11+2)                    |

* количество побед в одиночном разряде + количество побед в парном разряде.
| №   | Дата             | Турнир               | Покрытие   | Соперник в финале  | Счёт        |
| 1.  | 16 июня 2013     | Кимчхон, Южная Корея | Хард       | Энрике Лопес Перес | 6-2 6-3     |
| 2.  | 16 февраля 2014  | Нонтхабури, Таиланд  | Хард       | Нам Чи Сон         | 6-2 7-6(4)  |
| 3.  | 2 марта 2014     | Нонтхабури, Таиланд  | Хард       | Маркус Уиллис      | 6-2 6-4     |
| 4.  | 1 июня 2014      | Чханвон, Южная Корея | Хард       | Чо Мин Хьок        | 6-1 2-6 7-5 |
| 5.  | 31 августа 2014  | Бангкок, Таиланд     | Хард       | Джордан Томпсон    | 7-6(0) 6-4  |
| 6.  | 8 февраля 2015   | Берни, Австралия     | Хард       | Алекс Болт         | 6-2 7-5     |
| 7.  | 26 апреля 2015   | Саванна, США         | Грунт      | Джеймс Макги       | 6-3 6-2     |
| 8.  | 10 мая 2015      | Пусан, Южная Корея   | Хард       | Лукаш Лацко        | 6-3 6-1     |
| 9.  | 27 сентября 2015 | Гаосюн, Тайвань      | Хард       | Юки Бхамбри        | 7-5 6-4     |
| 10. | 25 сентября 2016 | Гаосюн, Тайвань      | Хард       | Ли Док Хи          | 6-4 6-2     |
| 11. | 13 ноября 2016   | Кобе, Япония         | Хард (зал) | Джеймс Дакворт     | 6-4 7-6(2)  |
| 12. | 29 января 2017   | Гавайи, США          | Хард       | Таро Даниэль       | 7-6(3) 6-1  |
| 13. | 4 августа 2019   | Чэнду, Китай         | Хард       | Юити Сугита        | 6-4 6-3     |

#### Поражения (6)
| №  | Дата             | Турнир               | Покрытие | Соперник в финале | Счёт          |
| 1. | 12 мая 2013      | Сеул, Южная Корея    | Хард     | Даниэль Нгуен     | 6-4 5-7 4-6   |
| 2. | 23 марта 2014    | Юйси, Китай          | Хард     | Чжан Цзэ          | 6-7(3) 6-7(3) |
| 3. | 8 июня 2014      | Тэгу, Южная Корея    | Хард     | Ким Чон Ый        | 5-7 6-7(5)    |
| 4. | 15 февраля 2015  | Лонсестон, Австралия | Хард     | Бьорн Фратанджело | 6-4 2-6 5-7   |
| 5. | 17 мая 2015      | Пусан, Южная Корея   | Хард     | Го Соэда          | 6-3 3-6 3-6   |
| 6. | 17 сентября 2016 | Наньчан, Китай       | Хард     | Хироки Мория      | 6-4 1-6 4-6   |

### Финалы челленджеров и фьючерсов в парном разряде (8)

#### Победы (2)
| №  | Дата            | Турнир               | Покрытие | Партнёр    | Соперники в финале          | Счёт              |
| 1. | 23 февраля 2014 | Нонтхабури, Таиланд  | Хард     | Нам Чи Сон | Льюис Бартон Маркус Уиллис  | 6-4 6-7(4) [10-7] |
| 2. | 1 июня 2014     | Чханвон, Южная Корея | Хард     | Нам Чи Сон | Ким Дилан Сонквон Чо Сын Че | 6-3 6-3           |

#### Поражения (6)
| №  | Дата            | Турнир               | Покрытие | Партнёр      | Соперники в финале                      | Счёт            |
| 1. | 12 августа 2012 | Эдуардсвилл, США     | Хард     | Нам Чи Сон   | Даниэль Нгуен Райан Роуи                | 3-6 5-7         |
| 2. | 12 мая 2013     | Сеул, Южная Корея    | Хард     | Нам Чи Сон   | Ан Джэ Сон Лим Ён Кю                    | 3-6 2-6         |
| 3. | 16 июня 2013    | Кимчхон, Южная Корея | Хард     | Ли Док Хи    | Но Сан Ву Чон Хон                       | 1-6 5-7         |
| 4. | 18 августа 2013 | Тяньцзинь, Китай     | Хард     | Нам Чи Сон   | Срирам Баладжи Ранджит Вирали-Муругесан | 3-6 2-6         |
| 5. | 2 марта 2014    | Нонтхабури, Таиланд  | Хард     | Нам Чи Сон   | Льюис Бартон Маркус Уиллис              | 3-6 5-7         |
| 6. | 19 апреля 2015  | Сарасота, США        | Грунт    | Дивидж Шаран | Факундо Аргуэльо Факундо Багнис         | 6-3 2-6 [11-13] |

## История выступлений на турнирах
По состоянию на 4 марта 2024 года
Для того, чтобы предотвратить неразбериху и удваивание счета, информация в этой таблице корректируется только по окончании турнира или по окончании участия там данного игрока.
| Турнир                       | 2014  | 2015  | 2016  | 2017  | 2018  | 2019  | 2020  | 2023  | Итог   | В/П за карьеру |
| ---------------------------- | ----- | ----- | ----- | ----- | ----- | ----- | ----- | ----- | ------ | -------------- |
| Турниры Большого шлема       |       |       |       |       |       |       |       |       |        |                |
| Открытый чемпионат Австралии | -     | К     | 1Р    | 2Р    | 1/2   | 2Р    | -     | -     | 0 / 4  | 7-4            |
| Открытый чемпионат Франции   | -     | К     | 1Р    | 3Р    | -     | -     | К     | -     | 0 / 2  | 2-2            |
| Уимблдонский турнир          | -     | 1Р    | -     | -     | -     | -     | НП    | К     | 0 / 1  | 0-1            |
| Открытый чемпионат США       | К     | 2Р    | -     | 2Р    | 2Р    | 3Р    | -     | -     | 0 / 4  | 5-4            |
| Итог                         | 0 / 0 | 0 / 2 | 0 / 2 | 0 / 3 | 0 / 2 | 0 / 2 | 0 / 0 | 0 / 0 | 0 / 11 |                |
| В/П в сезоне                 | 0-0   | 1-2   | 0-2   | 4-3   | 6-2   | 3-2   | 0-0   | 0-0   |        | 14-11          |
| Турниры Мастерс              |       |       |       |       |       |       |       |       |        |                |
| Индиан-Уэлс                  | -     | К     | 1Р    | -     | 1/4   | -     | НП    | -     | 0 / 2  | 3-2            |
| Майами                       | -     | 2Р    | 1Р    | 1Р    | 1/4   | -     | НП    | -     | 0 / 4  | 4-4            |
| Монте-Карло                  | -     | -     | -     | -     | -     | -     | НП    | -     | 0 / 0  | 0-0            |
| Мадрид                       | -     | -     | -     | -     | 1Р    | -     | НП    | -     | 0 / 1  | 0-1            |
| Рим                          | -     | -     | -     | -     | -     | -     | -     | -     | 0 / 0  | 0-0            |
| Монреаль/Торонто             | -     | 1Р    | -     | 3Р    | -     | -     | НП    | -     | 0 / 2  | 2-2            |
| Цинциннати                   | -     | К     | -     | 1Р    | 2Р    | -     | -     | -     | 0 / 2  | 1-2            |
| Шанхай                       | -     | К     | -     | 2Р    | 2Р    | -     | НП    | -     | 0 / 2  | 2-2            |
| Париж                        | -     | -     | -     | 2Р    | -     | -     | -     | -     | 0 / 1  | 1-1            |
| Статистика за карьеру        |       |       |       |       |       |       |       |       |        |                |
| Проведено финалов            | 0     | 0     | 0     | 0     | 0     | 0     | 0     | 0     |        | 0              |
| Выиграно турниров АТП        | 0     | 0     | 0     | 0     | 0     | 0     | 0     | 0     |        | 0              |
| В/П: всего                   | 2-1   | 12-10 | 8-13  | 29-18 | 29-18 | 6-8   | 0-0   | 0-0   |        | 86-69          |
| Σ % побед                    | 67 %  | 55 %  | 38 %  | 62 %  | 62 %  | 43 %  | 0 %   | 0 %   |        | 55 %           |

К — проигрыш в квалификационном турнире.